# 斯科特·扬
斯科特·扬（英語：Scott Young，1967年10月1日—），美国男子冰球运动员。他曾代表美国参加1988年、1992年和2002年冬季奥林匹克运动会冰球比赛，其中2002年冬季奥运会获得一枚银牌。